# BR-432
A BR-432 é uma rodovia federal de ligação brasileira que corta o interior do estado de Roraima. Liga a rodovia BR-401 à BR-174 e BR-210, na altura da Vila Novo Paraíso (localidade conhecida por km 500), município de Caracaraí.
Parcialmente asfaltada, conecta a cidade do Cantá e algumas vilas do município ao sistema rodoviário do Estado. Após, segue sem pavimentação até o entroncamento com as BRs 174 e 210, totalizando 217,2 quilômetros.
Atravessa no seu trecho norte uma vegetação de cerrado (localmente denominado lavrado), chegando à floresta amazônica em seu trecho centro-sul. A rodovia tem o km 0 no entrocamento com as BRs 174 e 210 e o km 217 com seu marco final no entrocamento com a BR-401. 
Foi anteriormente denominada RR-170, uma rodovia estadual. Foi, no entanto, federalizada por emenda do senador Mozarildo Cavalcanti.

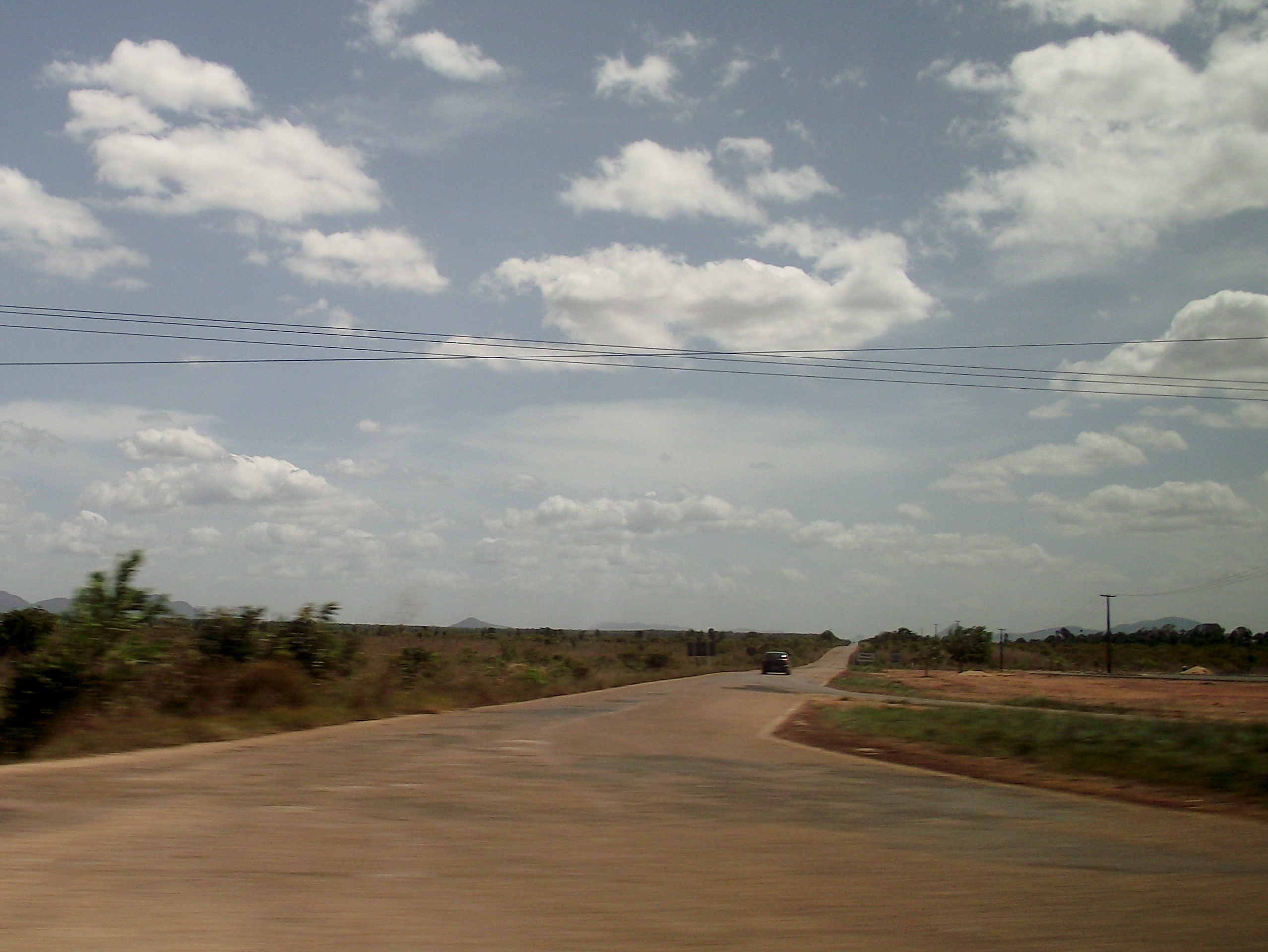
BR-432 em seu km 217, no entroncamento com a BR-401.

## Localidades atendidas
Segue relação dos logradouros cruzados pela BR-432.
- Município do Cantá
  - Sede municipal
  - Vila União
  - Vila Felix Pinto
  - Vila Santa Rita
  - Vila Serra Grande I
  - Vila Serra Grande II[6]
  - Vila Central

- Município de Caracaraí
  - Vila do Itã
  - Vila Novo Paraíso